# Liste der Bischöfe von Torcello
Die folgenden Personen waren Bischöfe von Torcello (Italien):
- Paulus († 638/639)[1]
- Maurus (oder Mauritius) von Altinum (ab 639?) (vollendete angeblich den Umzug von Altinum nach Torcello, weitet kirchliche Rechte auf andere Inseln aus, bewahrt Rechte Altinums auf dem Festland, weihte die Kirche Santa Maria Assunta[2], in einer Inschrift von 639 erscheint allerdings nur ein Offizier namens Mauritius, der an der Kirche Bauarbeiten durchführen ließ.)
- Giuliano
- Adeodato I.
- Guitonio (...–724)
- Onorio (724–...)
- Vitale
- Severo
- Domenico I.
- Johannes I.
- Adeodato II. (...–874)
- Senatore (874–875)
- Domenico II. Caloprini (880–...)
- Benedikt
- Johannes II.
- Gibert
- Peter
- Marino
- Dominicus III. Candiano (vor 961 – nach 982), Sohn der Richelda und des Pietro III.
- Mirico
- Johannes III. (...–999)
- Valerio (999–1008)
- Orso I. Orseolo (1008–1018) (auch Patriarch von Grado)
- Vitale Orseolo (1018–1026)
- Vitale Orseolo (1031–...) (erneut)
- Johannes IV.
- Orso II.
- Stefano Silvio (...–1152)
- Pietro Michiel (1152–1158)
- Angelo Molino (1158–1172)
- Martino Orso (1172–1177)
- Leonardo Donato (1177–1197)
- Stefano II. Capellizo (1197–...)
- Giovanni V. Moro (...–...)
- Buono Balbi (...-1216)
- Stefano III. Natali (1216–1254)
- Goffredo (1254–1259)
- Egidio (1259–1289)
- Enrico Contarini (1289–1291)
- Airone (1291–1303)
- Francesco Tagliapietra (1303–1312)
- Francesco II. Dandolo (1312–1314)
- Domenico IV. (1314–1317)
- Giuliano II. (1317–...)
- Tolomeo da Lucca (...–1327)
- Bartolomeo de’ Pasquali (1328–1335)
- Giacomo Morosini (1335–1351)
- Petrochino Casalesci (1351–1362)
- Giovanni VI. (1362–1367)
- Paolo Balando (1367–1377)
- Filippo I. Balando (1377–...)
- Filippo II. Nani (...–1405)
- Donato de Greppa (1405–1418)
- Pietro Nani (1418–...)
- Filippo III. Paruta (...–1448)
- Domenico dei Domenici (1448–1464)
- Placido Pavanello (1464–1471)
- Simeone Contarini (1471–1485)
- Stefano III. Tagliazzi (1485–1514)
- Girolamo Porcia (1514–1563)
- Giovanni Delfino (1563–1579) (danach Bischof von Brescia)
- Carlo Pesaro (1579–1587)
- Antonio Grimani (1587–1618)
- Zaccaria della Vecchia (1618–1625)
- Marco I. Giustinian (1625–1626)
- Marco Zen (1626–1643)
- Marco Antonio Martinengo (1643–1673)
- Giacomo Vianoli (1673–1692)
- Marco II. Giustinian (1692–1735)
- Vincenzo Maria Diedo (1735–1753)
- Nicolò Antonio Giustinian (1753–1779)
- Lorenzo Da Ponte (1779–1791)
- Nicolò Sagredo (1791–1818)
- Weiterführung unter Liste der Patriarchen von Venedig